# IPhone 5s
Pour les articles homonymes, voir iPhone (homonymie) et 5S (homonymie).
L'iPhone 5s est un smartphone, modèle de la 7e génération d'iPhone, de la société Apple. Il suit l'iPhone 5 et est sorti en même temps que l'iPhone 5c.
Il est dévoilé le 20 septembre 2013 et conserve presque le même aspect extérieur que son prédécesseur, bénéficiant de plusieurs couleurs : gris sidéral, or et argent. Toutefois, il connait une mise à jour interne importante et présente un nouveau système sur puce Apple A7 bicœur de 64 bits. C'est le premier processeur 64 bits utilisé sur un smartphone, le A7 est également accompagné du co-processeur Apple M7.
Le bouton Home est revu et amélioré avec l'ajout de la fonction Touch ID, un système de reconnaissance d'empreintes digitales qui peut être utilisé pour déverrouiller le téléphone et autoriser les achats sur l'App Store et l'iTunes Store. L'appareil photo est également mis à jour avec une plus grande ouverture et un flash à double LED optimisé pour différentes couleurs. Les EarPods sont inclus, et Apple propose des accessoires tels qu'une coque et une station d'accueil.
Il dispose du nouveau système d'exploitation mobile d'Apple, iOS 7 qui introduit une nouvelle apparence visuelle parmi d'autres nouvelles fonctionnalités. Conçu par Jony Ive, iOS 7 s'écarte des éléments skeuomorphes utilisés dans les versions précédentes du système d'exploitation, en faveur d'un design uni et coloré. De nouvelles fonctionnalités logicielles sont introduites dans le smartphone telles que AirDrop, une plateforme de partage Wi-Fi adaptée, Control Center, un panneau de contrôle contenant un certain nombre de fonctions couramment utilisées, et iTunes Radio, un service de radio sur Internet. C'est le seul iPhone à prendre en charge six mises à jours d'iOS soit de iOS 7 à iOS 12 et le deuxième appareil Apple, après l'iPad 2, qui prend en charge autant de version du système d'exploitation.
L'accueil réservé à l'appareil est globalement positif, certains magasins le considèrent comme le meilleur smartphone disponible sur le marché en ce qui concerne la modernisation du matériel, le Touch ID et les autres changements introduits par iOS 7. Certains critiquent le smartphone pour avoir conservé le design et le petit écran de son prédécesseur, et d'autres expriment des inquiétudes quant à la sécurité du système d'identification. Neuf millions d'unités de l'iPhone 5S et de l'iPhone 5C sont écoulées le week-end de leur sortie, battant le record des ventes d'iPhone. C'est le téléphone le plus vendu chez les principaux opérateurs américains en septembre 2013.
Il est remplacé par l'iPhone 6 en septembre 2014. Le 21 mars 2016, devenu entre-temps le modèle d'entrée de gamme d'Apple, sa commercialisation prend fin. L'iPhone SE de première génération, qui intègre un matériel interne similaire à celui de l'iPhone 6s, tout en conservant le format et la conception du 5S, prend sa suite dans la gamme de la marque.

## Lancement
Tout comme les autres modèles d'iPhone, le smartphone fait l'objet de plusieurs rumeurs avant sa sortie, notamment sur la reconnaissance des empreintes digitales.
Apple révèle deux modèles d'iPhone, le 10 septembre 2013 à Cupertino en Californie. Alors que l'iPhone 5C est disponible en précommande le 13 septembre 2013, l'iPhone 5S n'est pas disponible en précommande. Les deux appareils sont mis sur le marché le 20 septembre 2013. Si l'essentiel de la promotion porte sur le Touch-ID, le processeur 64 bits Apple A7 est également un point fort de l'événement. Phil Schiller déclare « C'est le tout premier processeur 64 bits d'un téléphone, quel qu'il soit. Je ne pense pas que les concurrents en parlent. Pourquoi faire tout ça ? Les avantages sont énormes. Le processeur A7 est jusqu'à deux fois plus rapide que le système de la génération précédente pour les tâches de traitement, et jusqu'à deux fois plus rapide pour les fonctions graphiques également ». Schiller montre également des démonstrations du jeu Infinity Blade III pour démontrer la puissance de traitement de la puce A7 et de l'appareil photo en utilisant des photos non retouchées. La sortie prévue de iOS 7, le 18 septembre 2013, est annoncée lors de la conférence.
Le smartphone sort le 20 septembre 2013 aux États-Unis, au Royaume-Uni, au Canada, en Chine, en France, en Allemagne, en Australie, au Japon, à Hong Kong et à Singapour. Il est commercialisé dans 25 pays supplémentaires le 25 octobre 2013, et dans 12 autres pays le 1er novembre 2013. L'Indonésie est le dernier pays à recevoir l'iPhone 5S, le 26 janvier 2014.
Le 19 septembre 2014, il est remplacé par l'iPhone 6 et l'iPhone 6 Plus comme smartphone vedette d'Apple, mais l'ancien modèle reste disponible à un prix réduit, tandis que la version 64 Go est supprimée. L'édition or est arrêtée le 9 septembre 2015, lorsque les iPhone 6s et iPhone 6s Plus sont révélés,. L'iPhone 5S n'est plus produit le 21 mars 2016 et est remplacé par l'iPhone SE de première génération, qui conserve le même aspect, mais présente des caractéristiques internes nettement améliorées, similaires à celles de son prédécesseur. Alors que l'iPhone 5S est prévu pour rester en vente jusqu'en septembre 2016, son remplacement précoce par la puce A7 signifie qu'Apple réduit d'un an sa durée de prise en charge des puces pour iOS. En outre, le lancement d'un nouvel iPhone est censé stimuler la demande, car les ventes des successeurs sont loin de répondre aux attentes depuis leur sortie en septembre 2015 et la gamme iPhone subit son tout premier trimestre de croissance négative en 2016,.

## Composition

### Écran

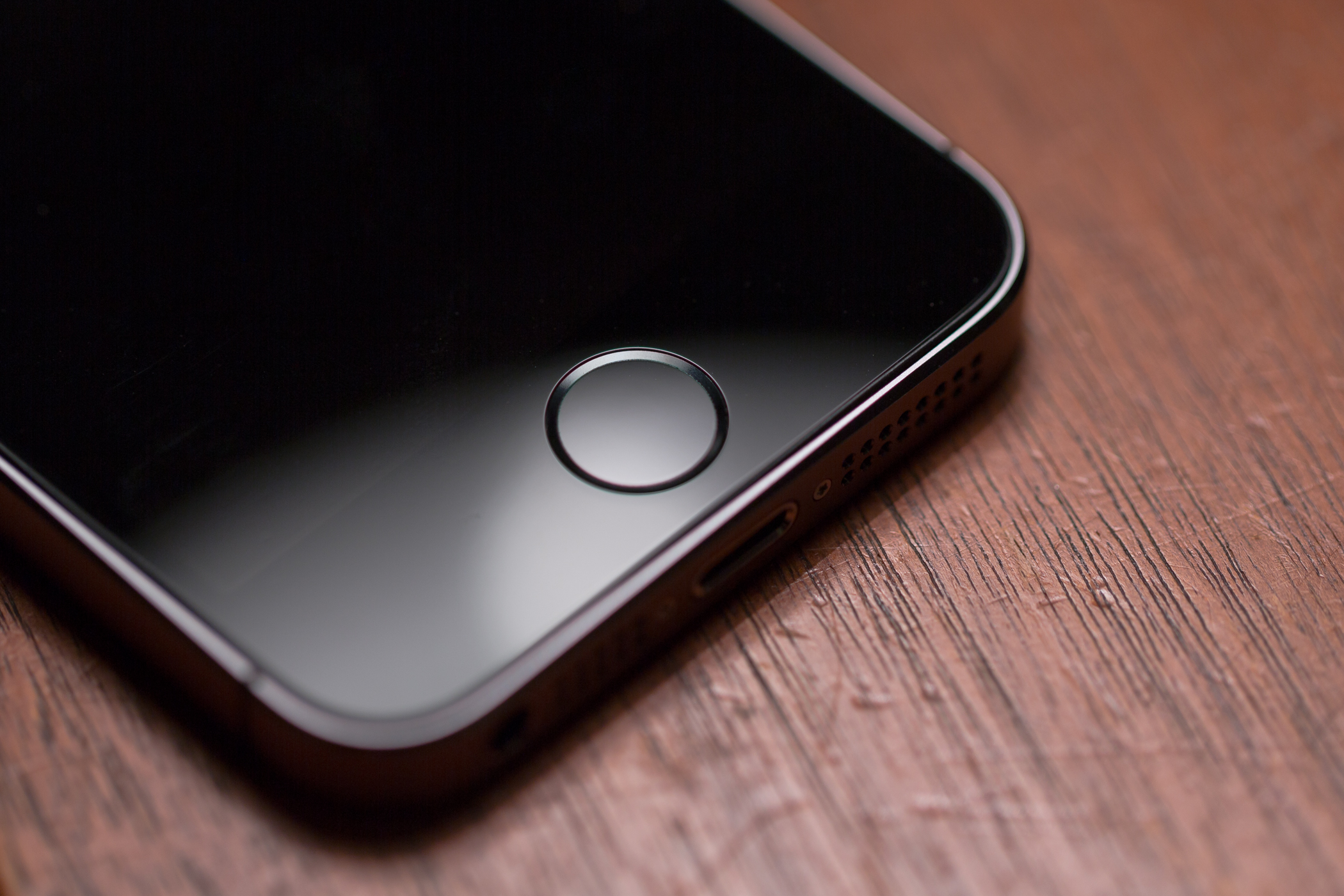
Bouton Home de l'iPhone 5S, entouré d'un anneau métallique, conçu à base de saphir et présentant la fonction Touch ID.

Son écran est composé d'un écran Retina avec une définition de 1 136 × 640 pixels soit une résolution 326 ppp. En diagonale, l'écran mesure 4 pouces soit 6,7 cm de hauteur contre 5,7 cm pour les modèles précédents,. Son bouton Home est modernisé avec une nouvelle conception utilisant le saphir découpé au laser et entouré d'un anneau métallique ; il n'est plus concave et ne contient plus l'icône représentant un carré visible sur les modèles précédents.

### Appareil photo
L'appareil photo du smartphone est associé à un flash à double LED, permettant de prendre des photos nocturnes de meilleure qualité. iOS 7 introduit une nouvelle application pour appareil photo, comprenant un mode rafale, un mode rapide et un mode ralenti. Bien que la résolution de l'appareil photo soit encore de 8 Mpx avec une résolution d'image de 3 264 × 2 448 pixels, l'objectif a une plus grande ouverture f/2,2 et des pixels de plus grande taille que les modèles précédents.
Deux flashs de type True Tone, composés d'une LED ambre et une blanche, sont utilisés en fonction de la température de la photo pour améliorer l'équilibre des couleurs et comprend également une stabilisation automatique de l'image, un système de cartographie dynamique des tons, un mode rafale à 10 ips et un mode ralenti vidéo en Slow-mo à 120 ips.

### Connectivité
Les EarPods sont inclus avec le smartphone. Selon les journalistes, la conception des écouteurs améliore la qualité du son en permettant à l'air d'entrer et de sortir plus librement. Apple affirme que la conception de ses écouteurs permettent de « rivaliser avec les écouteurs haut de gamme qui coûtent des centaines de dollars de plus ». Les critiques de Gizmodo et TechRadar indiquent que les écouteurs sonnent mieux que leur prédécesseur mais la qualité du son produit est médiocre. TechRadar estime que les écouteurs sont de qualité inférieure à d'autres écouteurs au prix similaire.

### Processeur et mémoire

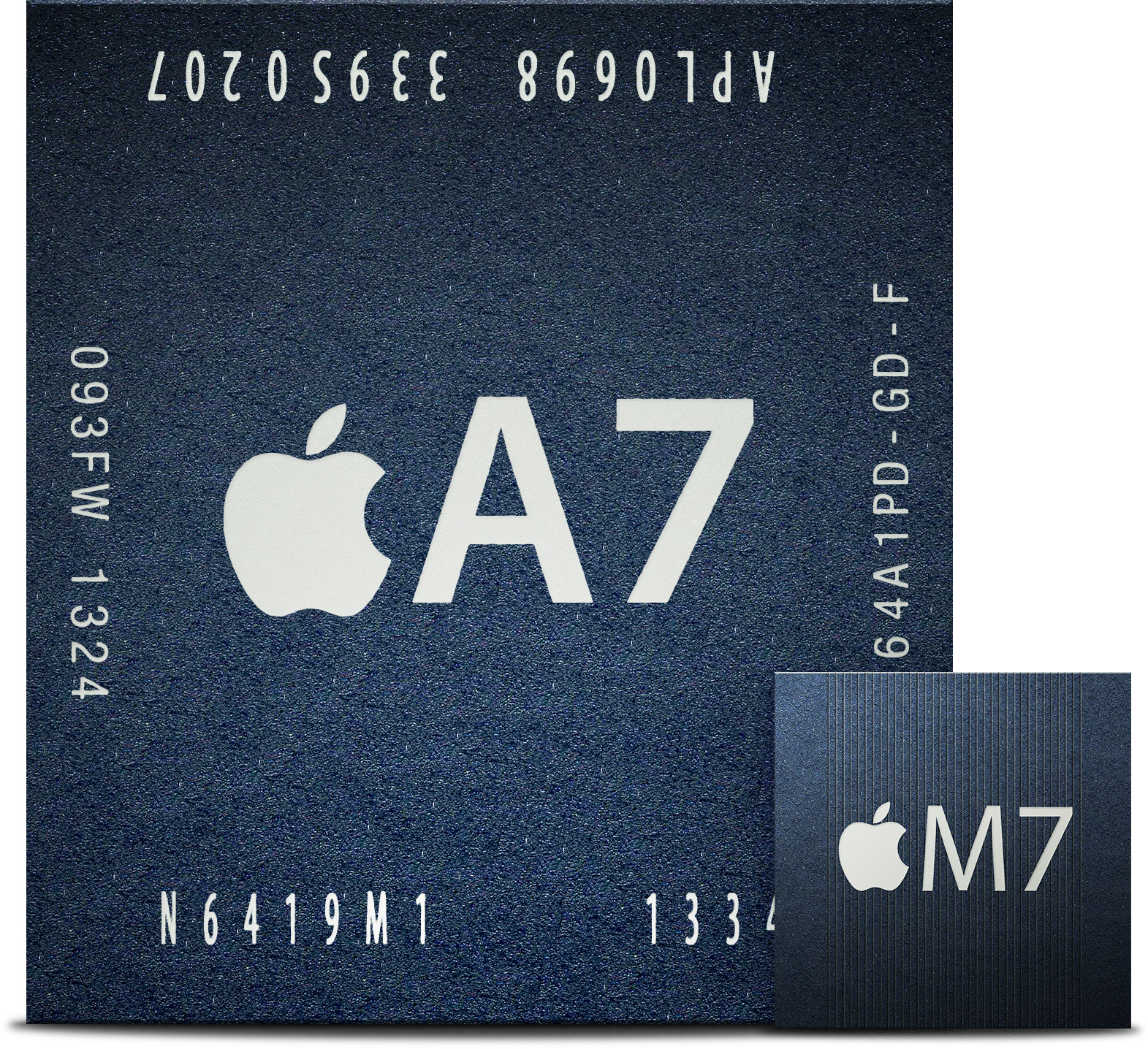
Comparaison des tailles entre le microprocesseur A7 et co-processeur M7 utilisés dans l'iPhone 5S.

L'iPhone est doté du microprocesseur soc Apple A7, le premier processeur 64 bits utilisé sur un smartphone. Le système d'exploitation et les logiciels préinstallés sur l'appareil sont optimisés pour fonctionner en mode 64 bits, ce qui promet des performances améliorées, même si les développeurs d'applications tierces devront optimiser leurs applications pour tirer parti de ces capacités renforcées. Le processeur A7 est accompagné du co-processeur de mouvement M7, un processeur rassemblant les données provenant de l’accéléromètre, du gyroscope et de la boussole afin de décharger le processeur et d’accroître l’efficacité énergétique. Les utilisateurs peuvent se servir du CoreMotion qui améliore les performances des applications de fitness et d'activité,.
Le téléphone comprend une batterie de 1 560 mAh, qui offre 10 heures d'autonomie en conversation et 250 heures en veille.

## Conception
Le téléphone a une épaisseur de 7,6 mm et pèse 112 g. Le téléphone utilise un cadre en matériau composite d'aluminium. L'appareil est disponible en trois couleurs : gris sidéral, or et argenté. C'est le premier iPhone à être disponible dans une couleur dorée ; cette décision est influencée par le fait que l'or est considéré comme un signe de produit de luxe parmi les clients chinois. Le bouton d'accueil intègre un système de reconnaissance d'empreintes digitales appelé Touch ID, basé sur la technologie d'AuthenTec, une société acquise par la firme américaine en 2012. Le capteur peut détecter les couches sous-épidermiques des doigts à 500 pixels par pouce, et utilise une conception à 360 degrés qui peut lire l'empreinte sous n'importe quel angle.

## Logiciel
L'iPhone 5s est fourni avec iOS 7. Jonathan Ive, graphiste, redessine les éléments du système d'exploitation et décrit la mise à jour comme apportant de l'ordre à la complexité. La typographie, les icônes, la clarté, le mode multi-tâche, sont les changements majeurs du système d'exploitation.
AirDrop, une plateforme de partage de fichiers en Wi-Fi est ajoutée. Les utilisateurs peuvent partager des fichiers à partir de l'iPhone 5, de l'iPod Touch (5e génération), de l'iPad (4e génération) ou de l'iPad Mini (1ère génération). Le centre de contrôle, un panneau accessible par glissement du bas de l'écran vers le haut est également ajouté. Il contient un certain nombre de fonctions couramment utilisées, telles que le volume, la luminosité, le Wi-Fi, le Bluetooth, le mode avion et la lampe de poche. iTunes Radio, un service de radio Internet, est également inclus. Il s'agit d'un service gratuit, disponible pour tous les utilisateurs d'iTunes. Les utilisateurs peuvent passer des morceaux, personnaliser les stations et acheter les chansons de la station sur l'iTunes Store. Les utilisateurs peuvent également faire des recherches dans l'historique de leurs chansons précédentes.
Le smartphone prend en charge la mise à jour iOS 12 mais pas la version suivante en septembre 2019.
Le 23 janvier 2023, Apple a déployé la mise à jour iOS 12.5.7 disponible pour l'iPhone 5s.

## Accessoires
Au cours de la conférence, Apple dévoile une coque en microfibre à l'intérieur et en cuir à l'extérieur et est annoncé en même temps que celui de l'iPhone 5C. Ce sont de nouveaux accessoires annoncés depuis le bumper de l'iPhone 4.
Des stations d'accueils différentes pour les deux smartphones sont commercialisées après le lancement des téléphones en raison de la différence de ces téléphones.

## Réception

### Critiques
Les critiques envers le smartphone sont positives.
David Pogue de The New York Times fait l'éloge du Touch ID, mais déclare que la capacité d'innovation du marché des smartphones est saturée et que l'ère des grands progrès annuels est peut-être révolue. Il consacre une grande partie de son article à iOS 7, qui constitue selon lui le plus grand changement de l'appareil par rapport aux générations précédentes, en faisant mention des nouvelles fonctions de Siri, du centre de contrôle et de l'AirDrop. Scott Stein de CNET critique l'absence de changement de conception par rapport à l'iPhone 5 et déclare que « l'iPhone 5s est sans doute le smartphone d'Apple le plus rapide et le plus avancé à ce jour ». Myriam Joire, de Engadget, constate que le smartphone peut bénéficier de manière importante de la puce A7 si les développeurs créent des applications optimisées pour le processeur. Anand Lal Shimpi, de AnandTech, complimente le processeur du téléphone, le décrivant comme impressionnant, et déclare « C'est le plus futuriste de tous les iPhone existants. Même si cela me peine d'utiliser le terme "évolutif" si vous êtes de ceux qui aiment garder leur appareil pendant un certain temps, l'iPhone 5S est un bon point de départ ».

### Accueil commercial
Les deux smartphone se sont vendus à plus de neuf millions d'exemplaires au cours des trois premiers jours, établissant un record de ventes de smartphones. En 2013, 1 % des iPhones aux États-Unis sont des 5S, tandis que 0,3 %  sont 5C. Le jour du lancement, d'importantes ruptures de stock sont constatées dans la plupart des magasins, dans tous les pays où l'iPhone 5s est mis en vente. Un grand nombre de clients dans les files d'attente à l'extérieur des Apple Stores du monde entier sont déçus en raison de fortes pénuries dans tous les modèles 5S, le modèle or en particulier étant très limité. Si cette situation s'est atténuée aux États-Unis, les jours suivant la commercialisation, d'autres pays indiquent avoir reçu peu de réapprovisionnements. Aux États-Unis, Apple propose un système de réservation en ligne qui permet aux clients de vérifier les unités disponibles dans les Apple Stores locaux et de retirer la commande. Les commandes en ligne sont également rares le jour du lancement, la date d'expédition pour toutes les tailles et couleurs de modèles passant de « 7-10 jours ouvrables » à « octobre » dans tous les pays, quelques heures après la prise de commande en ligne.

## Problèmes
Plusieurs problèmes sont survenus avec le matériel du smartphone après sa sortie. Le problème le plus signalé est que l'angle indiqué par le capteur de niveau du téléphone dérive de plusieurs degrés, ce qui entraîne une imprécision du gyroscope, de la boussole et de l'accéléromètre. D'autres problèmes sont signalés comme par exemple le blocage d'un écran bleu puis son redémarrage, le bouton d'alimentation qui fait du bruit lorsque le téléphone est secoué, la surchauffe, le microphone qui ne fonctionne pas et le Touch ID qui ne fonctionne pas pour les achats sur iTunes. Certains de ces problèmes sont depuis lors résolus par des mises à jour logicielles.